# Claudia Faniello
Claudia Faniello (Qawra, 25 febbraio 1988) è una cantante maltese.
Dopo aver preso parte al processo di selezione maltese per l'Eurovision per otto anni con dieci canzoni diverse, al suo nono tentativo Claudia è stata scelta per rappresentare la sua nazione all'Eurovision Song Contest 2017 con il brano Breathlessly.

## Biografia
Claudia Faniello è nata e cresciuta a Qawra, Malta con il fratello Fabrizio (rappresentante maltese all'Eurovision nel 2001 e nel 2006) e la sorella Miriana. All'età di 12 anni ha iniziato a partecipare a concorsi musicali televisivi e competizioni canore. Fra le altre cose, è vincitrice dell'edizione del 2006 del Festival Kanzunetta Indipendenza, volto a celebrare la musica in lingua maltese, con la canzone Ma nafx. L'album di debutto di Claudia, intitolato Convincingly Better, è uscito nell'estate del 2010 su etichetta discografica CAP-Sounds.
A partire dal 2006 Claudia ha preso parte varie volte a Malta Song for Europe, poi rinominato in Malta Eurovision Song Contest, il processo di selezione nazionale maltese per l'Eurovision. Claudia ha presentato dieci canzoni diverse per otto anni consecutivi tra il 2006 e il 2013, finendo sul podio nel 2008 e nel 2012. Dopo alcuni anni di pausa, nel 2017 ha nuovamente partecipato al programma con la canzone Breathlessly, vincendo il televoto e garantendosi la possibilità di rappresentare Malta all'Eurovision Song Contest 2017; non ha però ottenuto abbastanza punti per accedere alla finale.

## Selezioni maltesi per l'Eurovision Song Contest
| Anno | Canzone          | Posto |
| ---- | ---------------- | ----- |
| 2006 | High Alert       | 12º   |
| 2007 | L-imħabba għamja | 7º    |
| 2008 | Caravaggio       | 2º    |
| 2008 | Sunrise          | 3º    |
| 2009 | Midas Touch      | N/A   |
| 2009 | Blue Sonata      | 4º    |
| 2010 | Samsara          | 8º    |
| 2011 | Movie in My Mind | 9º    |
| 2012 | Pure             | 2º    |
| 2013 | When It's Time   | 7º    |
| 2017 | Breathlessly     | 1º    |

## Discografia parziale

### Album
- 2010 - Convincingly Better

### Singoli
- 2017 - Breathlessly